# Conrad d'Urslingen
Conrad  d'Urslingen (mort vers 1203) est un noble allemand du XIIe siècle qui fut duc de Spolète de 1177/1183 à 1190 et de 1195 à 1198 et margrave de Toscane de 1193 à 1195.

## Biographie
Conrad est né vers le milieu du XIIe siècle dans une famille noble du sud de l'Allemagne. On ne sait rien de sa jeunesse ni dans quelles conditions il intègre la cour du duché de Souabe.
Il apparaît pour la première fois en 1172, comme administrateur de l'archevêque de Mayence Christian Ier von Buch aux côtés duquel il participe aux négociations menées pour établir la paix entre l'empereur  Frédéric Ier du Saint-Empire,  la  Ligue lombarde et le Pape. En 1174 il exerce des fonctions dans le duché de Spolète, trois ans plus tard il est mentionné dans un document comme dux Spoletinus et ensuite également comme comte d'Assise. En 1190 il est chassé par les Guelfes. 
Après le mariage d'Henri VI du Saint-Empire et de Constance de Hauteville en 1186 il se consacre exclusivement au service de ce dernier. Son épouse dont on ne connaît pas l'identité devient la nourrice du jeune Frédéric et il réside avec elle à Foligno pendant les premières années du futur empereur. En 1195 il rejoint le Conseil de régence de l'impératrice Constance dans son royaume de Sicile avec le titre de  Regni Siciliae vicarius, il exerce des fonctions diplomatiques à la cour de Palerme puis il accompagne Henri VI en permanence pendant les dernières années de son règne. 
Après la mort de l'empereur le 28 septembre 1197, Constance chasse les allemands du royaume de Sicile et Conrad tente s'entendre avec le pape Innocent III et de devenir son vassal, mais il renonce finalement à son duché de Spolète et doit quitter l'Italie. En 1199, il est à la cour de Philippe de Souabe, ce dernier après la mort de Marquart/Markwald d'Anweiler, comte de Romagne et marquis d'Ancône en 1202, lui demande de lui succéder dans le  Gouvernement du Royaume de Sicile. Conrad meurt peu après, peut-être pendant son voyage vers la Sicile au plus tard en 1203.

## Descendance
D'une épouse inconnue il laisse plusieurs enfants quatre fils et une fille:
- Henri (vers 1180 avant 1217) , Conrad II (vers 1183 avant 1217), Rainald : trois ducs de Spolète ; Bertold (Ier) (vers 1190/1195 avant 1251 ; vicaire impérial en Toscane ; père des ducs de Spolète Bertold (II) et Rainald II : cf. Wiki-en) ;
- Adélaïde (Adelheid) d'Urslingen (v. 1195 - v. 1234), maîtresse de Frédéric II et mère d'Enzio[2] :

## Source
- (it) article Corrado di Urslingen de Gerhard Baaken dans Enciclopedia italiana